# Стефанина
Стефанина или Стибан (на гръцки: Στεφανινά) е село в Гърция, част от дем Бешичко езеро (Волви) в област Централна Македония с 375 жители (2001).

## География
Стефанина е разположено в южното подножие на Орсовата планина (Кердилия), над Бешичкото езеро (Волви). Долната махала Като Стефанина (Κάτω Στεφανινά) се води отделно селище с 21 жители (2001).

## История

### Средновековие
Първото споменаване в историческите източници за Стефанина е в документ от 1083 година, в който доместика на Запада Григорий Бакуриани дарява на основания от него манастир „Света Богородица Петричка“ село Прилонгион (Πριλόγγιον), което вероятно се е намирало около днешна Аспровалта, „в архонтството, наречено Стефаниана“ (κατά την Αρχοντείαν την λεγόμενη Στεφανιανά).
Терминът„архонтство“ (Αρχοντεία) означава военен и административен център на регион. Това архонтство може да е съществувало от първата половина на IX век, ако не и от края на VIII век. Архонтството Стефаниана еволюира през втората половина на XIII век в катепанат Стефаниана, а на юг от него се появява катепанатът Рендина.
В 1258 - 1259 година се споменава „Местността Стефаниана“ (τοποθεσία Στεφανιανών), където терминът местност обозначава катепанат. В 1300, 1318 и 1321 година се споменава като „катепанат Стефаниана“ (Καπετανίκιο Στεφανιανών). Катепанатът изглежда е оцелял поне до 1346 година. В хрисовул от 1346 година на сръбския владетел Стефан Душан за манастира Есфигмен, Стефаниана се споменава без термина катепанат и имаме първото и единствено историческо споменаване на „Стефанианската крепост“ (Κάστρον των Στεφανιανών), чийто кефалия е сръбинът Григорий Прелюб, военачалник на Душан и баща на Тома Прелюбович, по-късно деспот на Янина. Това е периода, в който Сърбия се възползва от Гражданската война във Византия (1341 – 1347) и окупира Македония. Преди това в 1344 година Григорий Прелюб командва сръбска армия, която е победена в битката при Стефаниана от емира на Айдън Омур, съюзник на Йоан VI Кантакузин.
Що се отнася до териториалните граници на катепаната Стефаниана, се смята, че те са се простирали от Орсовата планина (Кердилия) с част от крайбрежната част на Струмския залив до по-широката зона на Богданската планина (Вертискос) и някои части от Лъгадинското и Бешичкото езеро. От църковна гледна точка катепанатът част от Ежовската епископия. В 1307 година той е присъединен към Ежевската епископия, чийто епископ Калистос се подписва като „смирен епископ на Ежево и Стефаниана“. Той продължава да му принадлежи в 1358 година, според писмо, подписано от Матей като „епископ на Ежово и Стефаниана“. Споменава се още веднъж, по същия начин в 1378 година.
Крепостните съоръжения останали от Средновековието в Стефанина са две - Кула в западната част на самото село и Палеокастро североизточно от селото в Орсовата планина. Така не е ясно, коя от двете крепости е споменатата в 1346 година „Стефанианска крепост“ (Κάστρον των Στεφανιανών). Възможно е Палеокастро да е първото седалище на катепаната Стефаниана, което вероятно по-късно, през следващите векове, е преместено в рамките на сегашното село Стефанина.

### В Османската империя
В ΧΙΧ век Стефанина е гръцко село в Лъгадинска каза, заобиколено предимно от турски села. Църквите „Успение Богородично“ и „Свети Димитър и Свети Стефан“ са от XIX век. Александър Синве („Les Grecs de l’Empire Ottoman. Etude Statistique et Ethnographique“), който се основава на гръцки данни, в 1878 година пише, че в Стефанина (Stéphanina), Сярска епархия, живеят 550 гърци.
В 1891 година Георги Стрезов пише за селото:
| „ | Стефания, село в оттатъшната страна на Бешишката планина, на ЮИ от Сяр. Местоположение хубаво, но твърде нездраво по причина на близкото блато. Жителите главно се занимават с дърводелство. От Стефания до Сяр през планината има 13 часа; през полето и Еникьойските теснини цели 15 часа; до Сайта има 3 часа. 60 гръцки къщи; църква... Селата Вряста, Маслар, Стефания се казват „мадемски“ села. Това название им останало от сребърните рудници, що се разработвали тук. Граждански са под Лъгадинската каза; жителите са всички гърци, земеделци: обработват близкото край морето поле. | “ |

Към 1900 година според статистиката на Васил Кънчов („Македония. Етнография и статистика“) в Стибанъ живеят 900 гърци християни.
По данни на секретаря на Българската екзархия Димитър Мишев („La Macédoine et sa Population Chrétienne“) в 1905 година в Стибан (Stiban) има 550 жители гърци и в селото работи гръцко училище.

### В Гърция
След Междусъюзническата война в 1913 година Стефанина попада в Гърция.